# Bob Hatton
Robert „Bob“ James Hatton (* 10. April 1947 in Kingston upon Hull) ist ein ehemaliger englischer Fußballspieler.

## Sportlicher Werdegang
Hatton schloss sich bereits als Teenager der Nachwuchsabteilung der Wolverhampton Wanderers an, für die er später in der First Division debütierte. Auch nach dem Abstieg in die Second Division im Sommer 1965 konnte er sich beim Klub nicht als Stürmer durchsetzen und schloss sich 1967 dem Ligarivalen Bolton Wanderers an, den er nach einer Spielzeit in Richtung Third Division und Northampton Town verließ. Am Ende der Drittligasaison 1968/69, in der er regelmäßig spielte und in 33 Saisoneinsätzen sieben Tore erzielt hatte, belegte er mit dem Klub jedoch einen Abstiegsplatz. Bob Stokoe war jedoch auf ihn aufmerksam geworden und lotste ihn zum Zweitligisten Carlisle United. Anfangs stand er im Schatten Hughie McIlmoyles, nach dessen Wechsel zum FC Middlesbrough etablierte er sich als Mittelstürmer und war in der Spielzeit 1970/71 mit 24 Saisontoren eine treibende Kraft, dass die Mannschaft um den letztlich als Tabellenvierter knapp verpassten Erstligaaufstieg spielte.
Im Sommer 1971 wechselte Hatton zum Zweitligakonkurrenten Birmingham City, mit dem er an der Seite von Sturmpartner Trevor Francis und Bob Latchford, der sich zum Torschützenkönig krönte, am Ende der Spielzeit 1971/72 als Vizemeister hinter Norwich City in die First Division aufstieg. Nach einem zehnten Platz in der ersten Erstligasaison spielte er mit der Mannschaft in den folgenden Jahren vornehmlich gegen den Wiederabstieg. 1976 wechselte er in die zweite Liga zum FC Blackpool, wo er mit Mickey Walsh ein Sturmduo bildete. Mit 22 Toren war er in der Zweitligasaison 1977/78 zwar Torschützenkönig der zweithöchsten Spielklasse, der Klub belegte nach zwölf Saisonsiegen jedoch nur einen Abstiegsplatz. Daraufhin wechselte er zum Ligakonkurrenten Luton Town, den er 1980 in Richtung Drittligisten Sheffield United verließ. Trotz des Absturzes in die Fourth Division 1981 blieb er dem Klub treu und war zusammen mit dem im Saisonverlauf verpflichteten späteren Torschützenkönig Keith Edwards einer der Garanten, dass der Klub mit 94 Saisontoren als Viertligameister direkt wieder aufstieg.
Mittlerweile 35 Jahre alt wurde Hatton jedoch aussortiert und er folgte einem Angebot von Neu-Trainer Len Ashurst, es beim Zweitligaabsteiger Cardiff City zu versuchen. Am Ende der Drittligasaison 1982/83 stieg er mit dem Klub direkt wieder auf, blieb aber in der Second Division vornehmlich Ergänzungsspieler. Rund um den Jahreswechsel 1983/84 wechselte er daher zum FC Dundalk. Dort kam er zwar im Januar 1984 zu seinem Pflichtspieldebüt im FAI Cup, in der League of Ireland blieb er jedoch ohne Spielzeit und beendete anschließend seine aktive Laufbahn.
Hatton engagierte sich insbesondere nach der aktiven Laufbahn in der Professional Footballers' Association, zeitweise war er zudem Experte im BBC Local Radio für die Region West Midlands.